# Arachnopezizaceae
Arachnopezizaceae Hosoya, J.G. Han & Bara – rodzina grzybów z rzędu tocznikowców (Helotiales).

## Charakterystyka
Apotecja o średnicy 0,2–4 mm. Powierzchnia hymenium biała do żółtopomarańczowej, również czarna; brzegi z włosami krótkimi i długimi. Apotecja siedzące, z wyraźnym subiculum zbudowanym z częściowo brodawkowatych i grubościennych strzępek. Ekscypulum hialinowe, lub rzadko z brązową, nieregularną teksturą, która w kierunku brzegu przechodzi w pryzmatyczną. Ma częściowo grubościenną szklistą ścianę. Włoski cylindryczne lub zwężające się, również nabrzmiałe na wierzchołkach, zwykle wieloprzegrodowe, cienkościenne lub grubościenne, szkliste do żółtawych, gładkie lub z brodawkami, brak kryształków. Wstawki cylindryczne, szkliste, czasami na wierzchołkach zgięte, bez refrakcyjnych ciał wakuolarnych. Worki z amyloidalnym pierścieniem wierzchołkowym,  z pastorałkami. W workach po 8 askospor. Mają 0–7 przegród.
Anamorfa nieznana lub podobna do staurokonidium. Saprotrofy rozwijające się na korze roślin zielnych, także na żywych mszakach. Są wrażliwe na wysychanie.
Holotyp: Arachnopeziza Fuckel 1870. Tworzy on dobrze zdefiniowaną genetycznie grupę odległą od Hyaloscyphaceae.

## Systematyka
Pozycja w klasyfikacji według Index Fungorum: 
Arachnopezizaceae, Helotiales, Leotiomycetidae, Leotiomycetes, Pezizomycotina, Ascomycota, Fungi.
Według aktualizowanej klasyfikacji Index Fungorum bazującej na Dictionary of the Fungi do rodziny tej należą rodzaje:
- Arachnopeziza Fuckel 1870
- Eriopezia (Sacc.) Rehm 1892
- Parachnopeziza Korf 1978